# Пироплазмоз собак

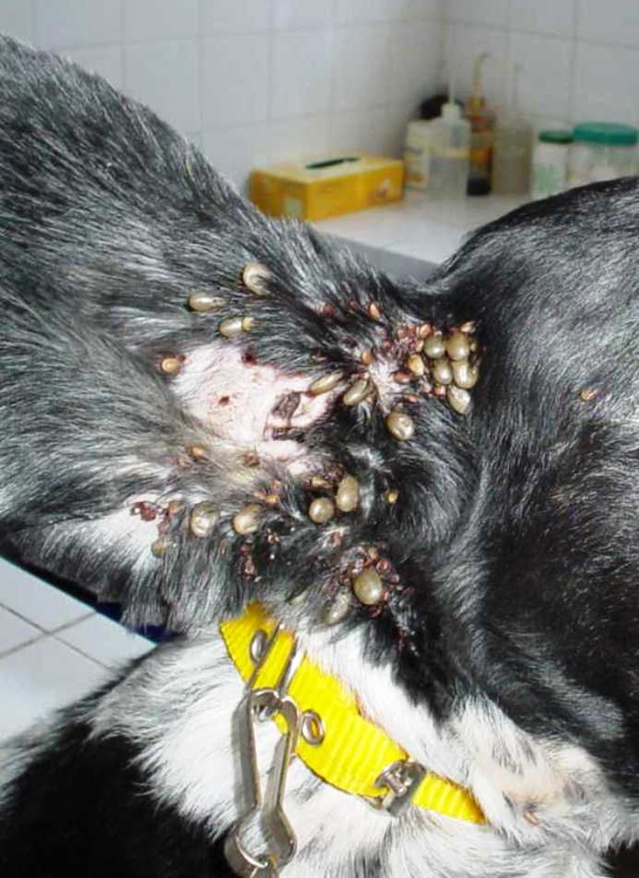
Коричневый собачий клещ

Пироплазмоз собак, или бабезиоз собак — сезонное заболевание собак, вызываемое простейшими кровепаразитами из рода Babesia, переносчиками которых являются иксодовые клещи.

## Этиология
Возбудителями бабезиоза собак являются протозойные паразиты рода Babesia:
- Babesia canis (уст.  Piroplasma canis)[2]
- Babesia gibsoni

## Биология возбудителя

### Промежуточные хозяева
Главными промежуточными хозяевами (в теле которых происходит бесполое размножение) B. canis являются домашние собаки. Восприимчивы также лисы, шакалы, волки, енотовидные собаки и другие представители семейства псовых (около 10 видов). Было описано экспериментальное заражение выделенными от больных щенков B. canis свиней, коровы, кролика, собаки, кошки, лошади, крысы. Паразитирование B. gibsoni описано у собак, шакалов и лис.

### Дефинитивные хозяева

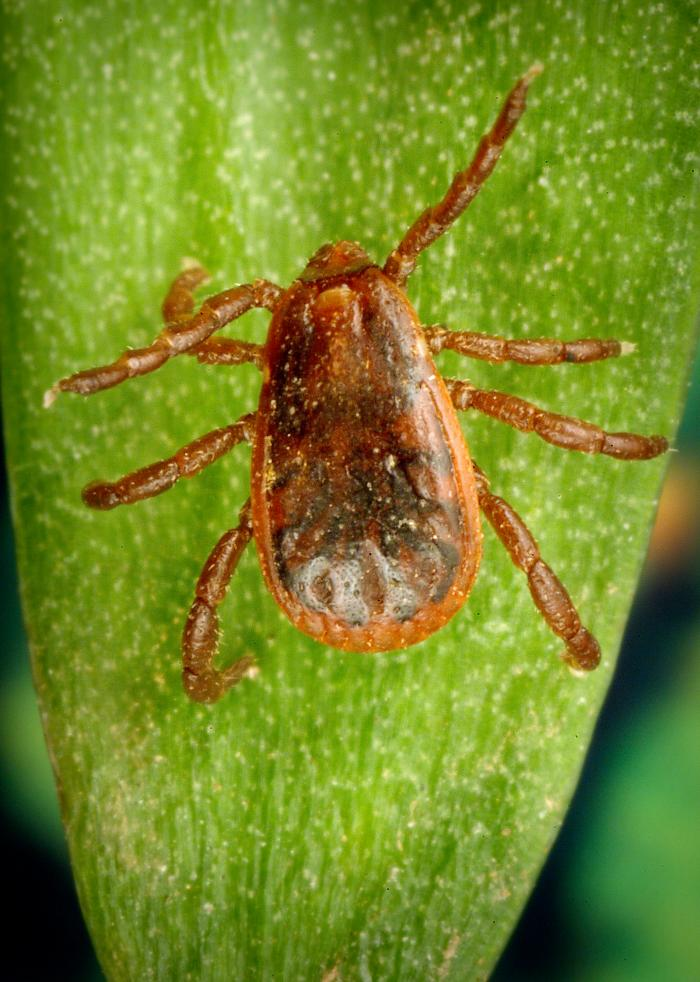
Клещ Rhipicephalus sanquineus

Переносчиками бабезиоза и основными хозяевами (в теле которых происходит половое размножение) паразита являются иксодовые клещи из родов Rhipicephalus (Rhipicephalus sanquineus, Rh. turanicus), Dermacentor (Dermacentor pictus, D. vetustus, D. reticulatus, D. marginatus), Hyalomma (Hyalomma marginatum, H. plumbeum), Ixodes ricinus, Haemaphisalis leachi, а также аргасовые клещи.
У B. canis наблюдается связь специфичности переносчиков с ареалом. Переносчиком B. canis rossi является клещ Haemaphysalis; для B. canis vogeli переносчиком является Rhipicephalus; для B. canis canis переносчиками являются Dermacentor и Ixodes. Для Babesia gibsoni специфичный переносчик окончательно не установлен, резервуарными хозяевами являются различные грызуны.

### Жизненный цикл
Жизненный цикл бабезий протекает со сменой двух хозяев: промежуточного — позвоночного (собака) и дефинитивного — беспозвоночного (клещ). Собаки заражаются при укусе инвазированными клещами. В процессе развития бабезии проходят несколько стадий. Трофозоиты бабезий — одноклеточные организмы округлой формы, которые развиваются в эритроцитах и питаются их содержимым (гемоглобином). Трофозоиты размножаются простым делением, и образующиеся при этом две дочерние каплевидные клетки (мерозоиты), располагаются внутри эритроцита. Иногда в кровяной клетке скапливается сразу несколько пар мерозоитов, но чаще всего эритроцит разрушается, и мерозоиты выходят в кровь. Каждый из них проникает в новый эритроцит и превращается в трофозоит. У некоторых особей паразита деление в эритроцитах не происходит — их называют гамонтами. Когда клещ кормится на зараженной собаке, проглоченные им эритроциты вместе с трофозоитами и мерозоитами разрушаются в пищеварительном тракте, и остаются только гамонты, которые проникают в стенку кишечника и превращаются в гаметы. При слиянии двух гамет формируется яйцо (зигота). Из зиготы формируется кинет, который покидает стенку кишечника и мигрирует в яйца клеща (трансовариальная передача). Кинет делится и образует колонию спорокинов. Когда вышедшая из содержащего спорокины яйца самка клеща следующего поколения кормится кровью собаки, спорокины переходят в слюнные железы, где каждый из них увеличивается в объеме и становится споронтом. Внутри него образуются тысячи спорозоитов, являющихся инвазионной стадией и способных заразить собаку. После укуса клеща спорозоиты проникают в эритроциты и снова становятся трофозоитами. Цикл повторяется.

## Распространение
Распространен пироплазмоз у собак повсеместно. В Европе заболевание наиболее часто вызывается подвидом Babesia canis, в Северной Африке и Северной Америке — B. canis vogeli (иногда выделяется в отдельный вид B. vogeli), в Южной Африке — B. canis rossi. Babesia gibsoni распространена в Азии, Северной Америке и Восточной Африке.

## Эпизоотологические данные
Возбудитель бабезиоза собак может передаваться клещами трансовариально и длительное время сохраняться в популяции клещей на данной территории. Первые нападения клещей на собак отмечаются с наступлением тёплой погоды и появлением первой растительности. Наиболее часто клещи прикрепляются на участках с тонкой кожей: ушных раковинах, шее, груди. Бабезиоз распространён среди собак охотничьих и служебных пород, чаще попадающих в биотопы обитания клещей.
Пироплазмоз постоянно регистрируется в городах России. Эпизоотологические характеристики данного заболевания за последние десятилетия резко изменились. В 1960—1970-е гг. собаки подвергались нападению инвазированных клещей и заражались пироплазмозом во время пребывания за городом, на дачах, в лесу, на охоте, поэтому пироплазмоз собак раньше назывался «лесной болезнью». В конце 1960 — начале 1990-х гг. большая часть случаев заболевания собак была зарегистрирована непосредственно в городской черте. Собаки чаще всего заболевают пироплазмозом после нападения клещей в городских парках и скверах, и даже во дворах. Этому способствовало формирование в тот же период биотопов иксодовых клещей на территории городов, а также резкое увеличение численности собак у городского населения в конце 1980-х. В прошлые годы заболевали преимущественно собаки культурных пород. В настоящее время регистрируется значительное количество случаев заболевания беспородных и помесных собак.
Наиболее часто заболевание проявляется весной, после схода снега или осенью до наступления отрицательных температур. Таким образом, выделяют две волны пироплазмоза — весеннюю (апрель — конец июня) и осеннюю (конец августа — начало октября). Однако, отдельные случаи заболевания пироплазмозом регистрируются на всем протяжении времени от весны до осени. Весенняя вспышка заболевания сопровождается наибольшим количеством больных собак; осенью, как правило, число случаев заболевания пироплазмозом меньше. Раньше заболевание в целом имело спорадический характер, в настоящее время всё чаще приобретает массовый характер.

## Патогенез
Болеют собаки всех пород и возрастов. Более восприимчивы и тяжелее болеют щенки, молодые и породистые животные. Взрослые собаки старше 4 лет переносят заболевание легче. Инкубационный период, соответствующий размножению паразитов в организме собаки, может продолжаться от 2 дней до 2 недель.
Попадая со слюной клеща в кровь собаки, пироплазма начинает активно размножаться в эритроцитах, вызывая их разрушение. Кроме того, продукты жизнедеятельности пироплазмы токсичны для организма. Если животное своевременно не получит специфического лечения, оно погибает в течение 4-5 дней с момента первых клинических признаков.

## Симптомы
Различают острое (у лисиц еще и сверхострое) и хроническое течение болезни.
Острое течение сопровождается повышением температуры тела до 41—42 ºС, удерживающимся в течение 2—3 дней. У животного учащаются пульс и дыхание. Собака отказывается есть, становится вялой. Слизистые оболочки ротовой полости и глаз становятся бледными, с желтушным оттенком. На 2—3 сутки моча приобретает темный оттенок — красноватый или кофейный. Развивается атония кишечника. Характерна слабость задних конечностей — больные собаки с трудом передвигаются; может быть понос и рвота с примесью крови, кал может быть от ярко-желтого до зеленоватого цвета, также наблюдается отек легких, а температура может быть в пределах физиологической нормы. Указанные признаки регистрируются в течение 3-7 суток. Затем температура снижается до субнормальной (36-35°С), и болезнь, как правило, заканчивается летально.
При некоторых формах пироплазмоза первые симптомы совершенно не настораживают владельцев: животное просто становится менее активным, у него несколько снижается аппетит. Владельцы не придают изменениям, происходящим с животным, должного внимания, и в результате визит в клинику отстает от начала заболевания на несколько дней, в течение которых состояние животного значительно ухудшается, паразит в его крови активно размножается и заболевание протекает гораздо тяжелее, чем в случае его раннего распознавания и начала лечения.
У некоторых собак регистрируется хроническое течение заболевания. Обычно пироплазмоз протекает хронически у собак, ранее переболевших пироплазмозом, а также у животных с повышенной устойчивостью иммунной системы. У них отмечается вялость, снижение аппетита. Также отмечается повышение температуры до 40—41 ºС в первые дни болезни. Далее температура снижается до нормы (в среднем, 38—39 ºС). Нередко отмечают чередование поносов с запорами. Болезнь продолжается 3—8 недель.
Достаточно часто (13,8 %) животные переболевают пироплазмозом в ассоциации с лептоспирозом.
Первый подъём температуры у собак наблюдается после отпадения первой напившейся самки клеща.
Хроническое течение пироплазмоза наблюдается у собак с повышенной резистентностью организма, а также у  ранее переболевших пироплазмозом. Температура тела повышается до 40-41°С только в первые дни болезни, затем нормализуется. Животные быстро утомляются, аппетит ухудшается. Периоды улучшения состояния сменяются депрессией. Запоры чередуются с поносами. Характерные признаки — прогрессирующая анемия и кахексия. Продолжительность болезни 3-6 недель. Выздоровление наступает медленно — от 3 недель до 3 месяцев.

## Диагностика и лечение
Для диагностики пироплазмоза берется кровь. Положительный диагноз ставится при обнаружении в эритроцитах и вне их возбудителя пироплазмоза. 
Пироплазмоз приходится дифференцировать от чумы и лейшманиоза.
Лечение пироплазмоза проводится ветеринарным врачом: применяются специальные препараты и проводится комплексное лечение, направленное на снятие общей интоксикации организма. В редких случаях применяют переливание крови.
Применяются для лечения азидин или пиростоп ( аписан). Так же ставят капельную систему с раствором Риннгера-Лока внутривенно для восстановления электролитно-водного баланса. Назначают антибиотики широкого спектра действия, профилактируя другие трансмиссивные болезни, которые переносят клещи. Так же применяют цианкоболомин, для способствования появлению новых эритроцитов.